# Un jeu de mort
Pour plus de détails, voir Fiche technique et Distribution.
Un jeu de mort (A Game of Death) est un film américain de Robert Wise, sorti en 1945, remake du film de 1932 Les Chasses du comte Zaroff de Ernest B. Schoedsack et Irving Pichel.

## Synopsis
Des naufragés se retrouvent sur une ile qu'ils vont devoir quitter à tout prix.

## Fiche technique
- Titre français : Un jeu de mort[1]
- Titre original : A Game of Death
- Réalisation : Robert Wise
- Scénario : Norman Houston, d'après la nouvelle The Most Dangerous Game de Richard Connell
- Direction artistique : Albert S. D'Agostino, Lucius Croxton
- Décors : Darrell Silvera, James Altweis
- Costumes : Renie
- Photographie : J. Roy Hunt
- Son : Phillip Mitchell
- Montage : J. R. Whittredge
- Musique : Paul Sawtell
- Production : Herman Schlom
- Société de production : RKO Radio Pictures, Inc.
- Société de distribution :  RKO Radio Pictures, Inc.
- Pays de production :  États-Unis
- Langue : anglais
- Format : Noir et blanc - 35 mm - 1,37:1 -  Son mono
- Genre : Film d'horreur
- Durée : 72 minutes
- Dates de sortie : 
  - États-Unis : 23 novembre 1945 (première à New-York)
  - France : 30 novembre 1951[1]

## Distribution
- John Loder : Don Rainsford
- Audrey Long : Ellen Trowbridge
- Edgar Barrier : Eric Kreiger
- Russell Wade : Robert Trowbridge
- Russell Hicks : Whitney
- Jason Robards Sr. : Capitaine
- Gene Stutenroth : Pleshke
- Noble Johnson : Caraïbe
- Robert Clarke : Timonier
- Edmund Glover : Quartier-maître
- Bruce Edwards : Collins
- Jimmy Jordan : Steward
- Vic Romito : Mongol
- Jimmy Dime : Bulgare